# Бадехозенталер
Бадехозенталер (нем. Badehosentaler) — современное название одного из монетных типов рейхсталера 1681 года с изображением пяти графов из дома Нассау.
На момент выпуска монеты существовало несколько небольших немецких княжеств, которыми правили представители дома Нассау. В конце XVII столетия они непродолжительное время выпускали союзную (общую) монету. К таким деньгам и относится бадехозенталер.
На аверсе монеты изображены графы Нассау-Зигена Иоганн Франц (1627—1699) и Вильгельм Мориц (1649—1691), князь Нассау-Дилленбурга Генрих (1641—1701), граф Нассау-Дица Генрих Казимир (1657—1696) и князь Нассау-Хадамара Франц Александр (1674—1711). Круговая надпись содержит имена изображённых правителей: «IOHAN: FRANC. HENRIC. GUIL: MAUR. HENR.: CASIM. FRANC.: ALEXAND». На реверсе расположен гербовый щит с четырьмя полями, который держат два льва. Герб увенчан короной. Круговая надпись «D. G. NASSOVIÆ. PRINCIP. COM. CATTIMELIB. VIAND. ET. DEC. DOM. IN.».
Бадехозенталеры чеканили всего лишь один год. По своей сути они являлись рейхсталерами, которые согласно аугсбургскому монетному уставу должны были содержать 1⁄9 кёльнской марки чистого серебра. Это соответствовало 29,23 г серебра 889 пробы, или 25,98 г чистого серебра.
Своим именованием бадехозенталер обязан доспехам изображённых на аверсе правителей. Их нижняя часть срезана, отчего напоминает плавки (нем. Badehose). Отсюда и произошло современное, несколько издевательское, название.